# Ozarba abscissa
Ozarba abscissa is een vlinder van de familie van de uilen (Noctuidae). De wetenschappelijke naam van deze soort is voor het eerst voorgesteld als Microphysa abscissa door Francis Walker in een publicatie uit 1858.
De soort komt voor in Gambia, Somalië, Oeganda, Kenia, Tanzania, Zambia, Malawi, Mozambique, Namibië, Zimbabwe, Zuid-Afrika en Madagaskar.